# Všechlapy (okres Benešov)
Obec Všechlapy se nachází v okrese Benešov, kraj Středočeský, asi 3 km východním směrem od obce Divišov a 9 km severně od města Vlašim. Žije zde 113 obyvatel. Součástí obce je i samota Poboř a dětský tábor pod kopcem Hůrka.

## Historie
První písemná zmínka o obci pochází z roku 1378. Šternberkové vlastnili obec od 17. století. V 19. století Všechlapy patřily pod obec Měchnov. Na konci 19. století žilo ve vesnici přes 370 obyvatel ve 38 domech, ve kterých žilo převážně rolnictvo. V roce 1921 byla otevřena obecní knihovna, o rok později postaven pomník padlým ve válce a od roku 1930 se začala v obci dolovat tuha a v roce 1936 byla otevřena škola. Od roku 1966 do roku 1972 se v katastru obce stavěl přivaděč vodního díla Želivka.

### Územněsprávní začlenění
Dějiny územněsprávního začleňování zahrnují období od roku 1850 do současnosti. V chronologickém přehledu je uvedena územně administrativní příslušnost obce v roce, kdy ke změně došlo:
- 1850 země česká, kraj České Budějovice, politický okres Benešov, soudní okres Vlašim[5]
- 1855 země česká, kraj Tábor, soudní okres Vlašim
- 1868 země česká, politický okres Benešov, soudní okres Vlašim
- 1937 země česká, politický i soudní okres Vlašim[6]
- 1939 země česká, Oberlandrat Německý Brod, politický i soudní okres Vlašim[7]
- 1942 země česká, Oberlandrat Praha, politický okres Benešov, soudní okres Vlašim[8]
- 1945 země česká, správní i soudní okres Vlašim[9]
- 1949 Pražský kraj, okres Vlašim[10]
- 1960 Středočeský kraj, okres Benešov
- 2003 Středočeský kraj, okres Benešov, obec s rozšířenou působností Vlašim

### Rok 1932
V obci Všechlapy (379 obyvatel) byly v roce 1932 evidovány tyto živnosti a obchody: výroba cementového zboží, 2 hostince, krejčí, 2 mlýny, 2 obuvníci, pila, obchod se smíšeným zbožím, trafika.

## Doprava
Okraj území obce protíná dálnice D1. Dále územím prochází silnice:
- III/11124 Divišov - Všechlapy - Libež
- III/11127 Šternov - Radonice

Obec obsluhuje autobusová linka SID E21 Vlašim - Divišov - Český Šternberk (roku 2021 v pracovních dny 6 párů spojů, v neděli odpoledne 2 páry spojů).
Železniční trať ani stanice na území obce nejsou.